# Jardim Amália (capão Redondo)
Jardim Amália é um bairro localizado na zona sul da cidade de São Paulo, situado no distrito do Capão Redondo. É administrado pela Subprefeitura de Campo Limpo.
O bairro de Jardim Amália (Zona Sul), é um bairro muito movimentado, com diversos comércios como supermercados, açougues, padarias, quitandas, e lojas de informática.
A sua principal via é a Avenida Dom Rodrigo Sanches aonde se concentra todos os comércios do bairro, e também aonde fica o ponto final das linhas de ônibus do bairro.